# 姚璹 (遼朝)
姚璹（1074年—1117年），辽朝兴中府（今辽宁省朝阳市）人。
姚璹为人慷慨骨鲠，轻视富贵。因他为母亲服丧悲哀过度，天庆七年（1117年）四月去世，时年四十四岁。

## 家庭
祖父姚景祥，左金吾卫大将军、上柱国、吴兴郡开国公，是姚景行的兄弟。父亲太子洗马、石城县长。兄长姚球，西上閤門使、陇州团练使，充任贺宋正旦国信副使。弟弟姚玢，官至登州刺史、知东上閤門副使。